# Seznam polkov ZSSR
Seznam polkov ZSSR.

## Strelski
```
  
1.
   
2.
   
3.
   
4.
   
5.
   
6.
   
7.
   
8.
   
9.
   
10.
  
11.
  
12.
  
13.
  
14.
  
15.
  
16.
  
17.
  
18.
  
19.
  
20.
  
  
21.
  
22.
  
23.
  
24.
  
25.
  
26.
  
27.
  
28.
  
29.
  
30.
  
31.
  
32.
  
33.
  
34.
  
35.
  
36.
  
37.
  
38.
  
39.
  
40.
  
  
41.
  
42.
  
43.
  
44.
  
45.
  
46.
  
47.
  
48.
  
49.
  
50.
  
51.
  
52.
  
53.
  
54.
  
55.
  
56.
  
57.
  
58.
  
59.
  
60.
  
  
61.
  
62.
  
63.
  
64.
  
65.
  
66.
  
67.
  
68.
  
69.
  
70.
  
71.
  
72.
  
73.
  
74.
  
75.
  
76.
  
77.
  
78.
  
79.
  
80.
  
  
81.
  
82.
  
83.
  
84.
  
85.
  
86.
  
87.
  
88.
  
89.
  
90.
  
91.
  
92.
  
93.
  
94.
  
95.
  
96.
  
97.
  
98.
  
99.
  
100.
  
  
101.
 
102.
 
103.
 
104.
 
105.
 
106.
 
107.
 
108.
 
109.
 
110.
 
111.
 
112.
 
113.
 
114.
 
115.
 
116.
 
117.
 
118.
 
119.
 
120.
 
  
121.
 
122.
 
123.
 
124.
 
125.
 
126.
 
127.
 
128.
 
129.
 
130.
 
131.
 
132.
 
133.
 
134.
 
135.
 
136.
 
137.
 
138.
 
139.
 
140.
 
  
141.
 
142.
 
143.
 
144.
 
145.
 
146.
 
147.
 
148.
 
149.
 
150.
 
151.
 
152.
 
153.
 
154.
 
155.
 
156.
 
157.
 
158.
 
159.
 
160.
 
  
161.
 
162.
 
163.
 
164.
 
165.
 
166.
 
167.
 
168.
 
169.
 
170.
 
171.
 
172.
 
173.
 
174.
 
175.
 
176.
 
177.
 
178.
 
179.
 
180.
 
  
181.
 
182.
 
183.
 
184.
 
185.
 
186.
 
187.
 
188.
 
189.
 
190.
 
191.
 
192.
 
193.
 
194.
 
195.
 
196.
 
197.
 
198.
 
199.
 
200.

  
201.
 
202.
 
203.
 
204.
 
205.
 
206.
 
207.
 
208.
 
209.
 
210.
 
211.
 
212.
 
213.
 
214.
 
215.
 
216.
 
217.
 
218.
 
219.
 
220.
 
  
221.
 
222.
 
223.
 
224.
 
225.
 
226.
 
227.
 
228.
 
229.
 
230.
 
231.
 
232.
 
233.
 
234.
 
235.
 
236.
 
237.
 
238.
 
239.
 
240.
 
  
241.
 
242.
 
243.
 
244.
 
245.
 
246.
 
247.
 
248.
 
249.
 
250.
 
251.
 
252.
 
253.
 
254.
 
255.
 
256.
 
257.
 
258.
 
259.
 
260.

  
261.
 
262.
 
263.
 
264.
 
265.
 
266.
 
267.
 
268.
 
269.
 
270.
 
271.
 
272.
 
273.
 
274.
 
275.
 
276.
 
277.
 
278.
 
279.
 
280.
 
  
281.
 
282.
 
283.
 
284.
 
285.
 
286.
 
287.
 
288.
 
289.
 
290.
 
291.
 
292.
 
293.
 
294.
 
295.
 
296.
 
297.
 
298.
 
299.
 
300.
 
  
301.
 
302.
 
303.
 
304.
 
305.
 
306.
 
307.
 
308.
 
309.
 
310.
 
311.
 
312.
 
313.
 
314.
 
315.
 
316.
 
317.
 
318.
 
319.
 
320.
 
  
321.
 
322.
 
323.
 
324.
 
325.
 
326.
 
327.
 
328.
 
329.
 
330.
 
331.
 
332.
 
333.
 
334.
 
335.
 
336.
 
337.
 
338.
 
339.
 
340.
 
  
341.
 
342.
 
343.
 
344.
 
345.
 
346.
 
347.
 
348.
 
349.
 
350.
 
351.
 
352.
 
353.
 
354.
 
355.
 
356.
 
357.
 
358.
 
359.
 
360.
 
  
361.
 
362.
 
363.
 
364.
 
365.
 
366.
 
367.
 
368.
 
369.
 
370.
 
371.
 
372.
 
373.
 
374.
 
375.
 
376.
 
377.
 
378.
 
379.
 
380.
 
  
381.
 
382.
 
383.
 
384.
 
385.
 
386.
 
387.
 
388.
 
389.
 
390.
 
391.
 
392.
 
393.
 
394.
 
395.
 
396.
 
397.
 
398.
 
399.
 
400.

  
401.
 
402.
 
403.
 
404.
 
405.
 
406.
 
407.
 
408.
 
409.
 
410.
 
411.
 
412.
 
413.
 
414.
 
415.
 
416.
 
417.
 
418.
 
419.
 
420.

  
421.
 
422.
 
423.
 
424.
 
425.
 
426.
 
427.
 
428.
 
429.
 
430.
 
431.
 
432.
 
433.
 
434.
 
435.
 
436.
 
437.
 
438.
 
439.
 
440.
 
  
441.
 
442.
 
443.
 
444.
 
445.
 
446.
 
447.
 
448.
 
449.
 
450.
 
451.
 
452.
 
453.
 
454.
 
455.
 
456.
 
457.
 
458.
 
459.
 
460.
 
  
461.
 
462.
 
463.
 
464.
 
465.
 
466.
 
467.
 
468.
 
469.
 
470.
 
471.
 
472.
 
473.
 
474.
 
475.
 
476.
 
477.
 
478.
 
479.
 
480.

  
481.
 
482.
 
483.
 
484.
 
485.
 
486.
 
487.
 
488.
 
489.
 
490.
 
491.
 
492.
 
493.
 
494.
 
495.
 
496.
 
497.
 
498.
 
499.
 
500.

  
501.
 
502.
 
503.
 
504.
 
505.
 
506.
 
507.
 
508.
 
509.
 
510.
 
511.
 
512.
 
513.
 
514.
 
515.
 
516.
 
517.
 
518.
 
519.
 
520.
 
  
521.
 
522.
 
523.
 
524.
 
525.
 
526.
 
527.
 
528.
 
529.
 
530.
 
531.
 
532.
 
533.
 
534.
 
535.
 
536.
 
537.
 
538.
 
539.
 
540.
 
  
541.
 
542.
 
543.
 
544.
 
545.
 
546.
 
547.
 
548.
 
549.
 
550.
 
551.
 
552.
 
553.
 
554.
 
555.
 
556.
 
557.
 
558.
 
559.
 
560.
 
  
561.
 
562.
 
563.
 
564.
 
565.
 
566.
 
567.
 
568.
 
569.
 
570.
 
571.
 
572.
 
573.
 
574.
 
575.
 
576.
 
577.
 
578.
 
579.
 
580.
 
  
581.
 
582.
 
583.
 
584.
 
585.
 
586.
 
587.
 
588.
 
589.
 
590.
 
591.
 
592.
 
593.
 
594.
 
595.
 
596.
 
597.
 
598.
 
599.
 
600.
 
  
601.
 
602.
 
603.
 
604.
 
605.
 
606.
 
607.
 
608.
 
609.
 
610.
 
611.
 
612.
 
613.
 
614.
 
615.
 
616.
 
617.
 
618.
 
619.
 
620.
 
  
621.
 
622.
 
623.
 
624.
 
625.
 
626.
 
627.
 
628.
 
629.
 
630.
 
631.
 
632.
 
633.
 
634.
 
635.
 
636.
 
637.
 
638.
 
639.
 
640.
 
  
641.
 
642.
 
643.
 
644.
 
645.
 
646.
 
647.
 
648.
 
649.
 
650.
 
651.
 
652.
 
653.
 
654.
 
655.
 
656.
 
657.
 
658.
 
659.
 
660.
 
  
661.
 
662.
 
663.
 
664.
 
665.
 
666.
 
667.
 
668.
 
669.
 
670.
 
671.
 
672.
 
673.
 
674.
 
675.
 
676.
 
677.
 
678.
 
679.
 
680.
 
  
681.
 
682.
 
683.
 
684.
 
685.
 
686.
 
687.
 
688.
 
689.
 
690.
 
691.
 
692.
 
693.
 
694.
 
695.
 
696.
 
697.
 
698.
 
699.
 
700.
 
  
701.
 
702.
 
703.
 
704.
 
705.
 
706.
 
707.
 
708.
 
709.
 
710.
 
711.
 
712.
 
713.
 
714.
 
715.
 
716.
 
717.
 
718.
 
719.
 
720.
 
  
721.
 
722.
 
723.
 
724.
 
725.
 
726.
 
727.
 
728.
 
729.
 
730.
 
731.
 
732.
 
733.
 
734.
 
735.
 
736.
 
737.
 
738.
 
739.
 
740.
 
  
741.
 
742.
 
743.
 
744.
 
745.
 
746.
 
747.
 
748.
 
749.
 
750.
 
751.
 
752.
 
753.
 
754.
 
755.
 
756.
 
757.
 
758.
 
759.
 
760.
 
  
761.
 
762.
 
763.
 
764.
 
765.
 
766.
 
767.
 
768.
 
769.
 
770.
 
771.
 
772.
 
773.
 
774.
 
775.
 
776.
 
777.
 
778.
 
779.
 
780.
 
  
781.
 
782.
 
783.
 
784.
 
785.
 
786.
 
787.
 
788.
 
789.
 
790.
 
791.
 
792.
 
793.
 
794.
 
795.
 
796.
 
797.
 
798.
 
799.
 
800.
 
  
801.
 
802.
 
803.
 
804.
 
805.
 
806.
 
807.
 
808.
 
809.
 
810.
 
811.
 
812.
 
813.
 
814.
 
815.
 
816.
 
817.
 
818.
 
819.
 
820.
 
  
821.
 
822.
 
823.
 
824.
 
825.
 
826.
 
827.
 
828.
 
829.
 
830.
 
831.
 
832.
 
833.
 
834.
 
835.
 
836.
 
837.
 
838.
 
839.
 
840.
 
  
841.
 
842.
 
843.
 
844.
 
845.
 
846.
 
847.
 
848.
 
849.
 
850.
 
851.
 
852.
 
853.
 
854.
 
855.
 
856.
 
857.
 
858.
 
859.
 
860.
 
  
861.
 
862.
 
863.
 
864.
 
865.
 
866.
 
867.
 
868.
 
869.
 
870.
 
871.
 
872.
 
873.
 
874.
 
875.
 
876.
 
877.
 
878.
 
879.
 
880.
 
  
881.
 
882.
 
883.
 
884.
 
885.
 
886.
 
887.
 
888.
 
889.
 
890.
 
891.
 
892.
 
893.
 
894.
 
895.
 
896.
 
897.
 
898.
 
899.
 
900.
 
  
901.
 
902.
 
903.
 
904.
 
905.
 
906.
 
907.
 
908.
 
909.
 
910.
 
911.
 
912.
 
913.
 
914.
 
915.
 
916.
 
917.
 
918.
 
919.
 
920.
 
  
921.
 
922.
 
923.
 
924.
 
925.
 
926.
 
927.
 
928.
 
929.
 
930.
 
931.
 
932.
 
933.
 
934.
 
935.
 
936.
 
937.
 
938.
 
939.
 
940.
 
  
941.
 
942.
 
943.
 
944.
 
945.
 
946.
 
947.
 
948.
 
949.
 
950.
```

## Tankovski
```
  
1.
   
2.
   
3.
   
4.
   
5.
   
6.
   
7.
   
8.
   
9.
   
10.
  
11.
  
12.
  
13.
  
14.
  
15.
  
16.
  
17.
  
18.
  
19.
  
20.
  
  
21.
  
22.
  
23.
  
24.
  
25.
  
26.
  
27.
  
28.
  
29.
  
30.
  
31.
  
32.
  
33.
  
34.
  
35.
  
36.
  
37.
  
38.
  
39.
  
40.
  
  
41.
  
42.
  
43.
  
44.
  
45.
  
46.
  
47.
  
48.
  
49.
  
50.
  
51.
  
52.
  
53.
  
54.
  
55.
  
56.
  
57.
  
58.
  
59.
  
60.
  
  
61.
  
62.
  
63.
  
64.
  
65.
  
66.
  
67.
  
68.
  
69.
  
70.
  
71.
  
72.
  
73.
  
74.
  
75.
  
76.
  
77.
  
78.
  
79.
  
80.
  
  
81.
  
82.
  
83.
  
84.
  
85.
  
86.
  
87.
  
88.
  
89.
  
90.
  
91.
  
92.
  
93.
  
94.
  
95.
  
96.
  
97.
  
98.
  
99.
  
100.
  
  
101.
 
102.
 
103.
 
104.
 
105.
 
106.
 
107.
 
108.
 
109.
 
110.
 
111.
 
112.
 
113.
 
114.
 
115.
 
116.
 
117.
 
118.
 
119.
 
120.
 
  
121.
 
122.
 
123.
 
124.
 
125.
 
126.
 
127.
 
128.
 
129.
 
130.
 
131.
 
132.
 
133.
 
134.
 
135.
 
136.
 
137.
 
138.
 
139.
 
140.
 
  
141.
 
142.
 
143.
 
144.
 
145.
 
146.
 
147.
 
148.
 
149.
 
150.
 
201.
 
202.
 
203.
 
204.
 
205.
 
206.
 
207.
 
208.
 
209.
 
210.
 
  
211.
 
212.
 
213.
 
214.
 
215.
 
216.
 
217.
 
218.
 
219.
 
220.
 
221.
 
222.
 
223.
 
224.
 
225.
```

## Artilerijski
| - 1. artilerijski polk (ZSSR) - 2. protiletalski artilerijski polk (ZSSR) - 3. lahki artilerijski polk (ZSSR) - 4. havbični artilerijski polk (ZSSR) - 5. havbični artilerijski polk (ZSSR) - 6. lahki artilerijski polk (ZSSR) - 7. lahki artilerijski polk (ZSSR) - 8. havbični artilerijski polk (ZSSR) - 9. lahki artilerijski polk (ZSSR) - 10. lahki artilerijski polk (ZSSR) - 11. lahki artilerijski polk (ZSSR) - 12. havbični artilerijski polk (ZSSR) - 13. havbični artilerijski polk (ZSSR) - 14. havbični artilerijski polk (ZSSR) - 15. lahki artilerijski polk (ZSSR) - 16. havbični artilerijski polk (ZSSR) - 17. havbični artilerijski polk (ZSSR) - 18. polk korpusne artilerije(ZSSR) - 19. lahki artilerijski polk (ZSSR) - 20. lahki artilerijski polk (ZSSR) - 21. polk korpusne artilerije (ZSSR) - 22. lahki artilerijski polk (ZSSR) - 23. havbični artilerijski polk (ZSSR) - 24. polk korpusne artilerije (ZSSR) - 25. polk korpusne artilerije (ZSSR) - 26. lahki artilerijski polk (ZSSR) - 27. lahki artilerijski polk (ZSSR) - 28. polk korpusne artilerije (ZSSR) - 29. polk korpusne artilerije (ZSSR) - 30. lahki artilerijski polk (ZSSR) - 31. lahki artilerijski polk (ZSSR) - 32. lahki artilerijski polk (ZSSR) - 33. havbični artilerijski polk (ZSSR) - 34. lahki artilerijski polk (ZSSR) - 35. havbični artilerijski polk (ZSSR) - 36. lahki artilerijski polk (ZSSR) - 37. lahki artilerijski polk (ZSSR) - 38. havbični artilerijski polk (ZSSR) - 39. havbični artilerijski polk (ZSSR) - 40. lahki artilerijski polk (ZSSR) - 41. lahki artilerijski polk (ZSSR) - 42. polk korpusne artilerije (ZSSR) - 43. polk korpusne artilerije (ZSSR) - 44. lahki artilerijski polk (ZSSR) - 45. polk korpusne artilerije (ZSSR) - 46. havbični artilerijski polk (ZSSR) - 47. polk korpusne artilerije (ZSSR) - 48. lahki artilerijski polk (ZSSR) - 49. polk korpusne artilerije (ZSSR) - 50. polk korpusne artilerije (ZSSR) - 51. polk korpusne artilerije (ZSSR) - 52. polk korpusne artilerije (ZSSR) - 53. lahki artilerijski polk (ZSSR) - 54. lahki artilerijski polk (ZSSR) - 55. lahki artilerijski polk (ZSSR) - 56. polk korpusne artilerije (ZSSR) - 57. lahki artilerijski polk (ZSSR) - 58. havbični artilerijski polk (ZSSR) - 59. lahki artilerijski polk (ZSSR) - 60. lahki artilerijski polk (ZSSR) - 61. lahki artilerijski polk (ZSSR) - 62. lahki artilerijski polk (ZSSR) - 63. lahki artilerijski polk (ZSSR) - 64. havbični artilerijski polk (ZSSR) - 65. lahki artilerijski polk (ZSSR) - 66. havbični artilerijski polk (ZSSR) - 67. lahki artilerijski polk (ZSSR) - 68. lahki artilerijski polk (ZSSR) - 69. lahki artilerijski polk (ZSSR) - 70. havbični artilerijski polk (ZSSR) - 71. havbični artilerijski polk (ZSSR) - 72. lahki artilerijski polk (ZSSR) - 73. polk korpusne artilerije (ZSSR) - 74. havbični artilerijski polk (ZSSR) - 75. havbični artilerijski polk (ZSSR) - 76. polk korpusne artilerije (ZSSR) - 77. havbični artilerijski polk (ZSSR) - 78. lahki artilerijski polk (ZSSR) - 79. havbični artilerijski polk (ZSSR) - 80. gorski artilerijski polk (ZSSR) - 81. havbični artilerijski polk (ZSSR) - 82. artilerijski polk (ZSSR) - 83. havbični artilerijski polk (ZSSR) - 84. lahki artilerijski polk (ZSSR) - 85. lahki artilerijski polk (ZSSR) - 86. lahki artilerijski polk (ZSSR) - 87. havbični artilerijski polk (ZSSR) - 88. lahki artilerijski polk (ZSSR) - 89. lahki artilerijski polk (ZSSR) - 90. lahki artilerijski polk (ZSSR) - 91. lahki artilerijski polk (ZSSR) - 92. havbični artilerijski polk (ZSSR) - 93. lahki artilerijski polk (ZSSR) - 94. lahki artilerijski polk (ZSSR) - 95. havbični artilerijski polk (ZSSR) - 96. lahki artilerijski polk (ZSSR) - 97. lahki artilerijski polk (ZSSR) - 98. havbični artilerijski polk (ZSSR) - 99. havbični artilerijski polk (ZSSR) - 100. lahki artilerijski polk (ZSSR) - 101. havbični artilerijski polk (ZSSR) - 102. lahki artilerijski polk (ZSSR) - 103. havbični artilerijski polk (ZSSR) - 104. topniški artilerijski polk (ZSSR) - 105. havbični artilerijski polk (ZSSR) - 106. havbični artilerijski polk (ZSSR) - 107. havbični artilerijski polk (ZSSR) - 108. havbični artilerijski polk (ZSSR) - 109. havbični artilerijski polk (ZSSR) - 110. havbični artilerijski polk (ZSSR) - 111. havbični artilerijski polk (ZSSR) - 112. lahki artilerijski polk (ZSSR) - 113. lahki artilerijski polk (ZSSR) - 114. havbični artilerijski polk (ZSSR) - 115. protiletalski artilerijski polk (ZSSR) - 116. havbični artilerijski polk (ZSSR) - 117. havbični artilerijski polk (ZSSR) - 118. havbični artilerijski polk (ZSSR) - 119. lahki artilerijski polk (ZSSR) - 120. havbični artilerijski polk (ZSSR) - 121. havbični artilerijski polk (ZSSR) - 122. lahki artilerijski polk (ZSSR) - 123. polk korpusne artilerije (ZSSR) - 124. havbični artilerijski polk (ZSSR) - 125. havbični artilerijski polk (ZSSR) - 126. polk korpusne artilerije (ZSSR) - 127. lahki artilerijski polk (ZSSR) - 128. havbični artilerijski polk (ZSSR) - 129. havbični artilerijski polk (ZSSR) - 130. polk korpusne artilerije (ZSSR) - 131. lahki artilerijski polk (ZSSR) - 132. lahki artilerijski polk (ZSSR) - 133. lahki artilerijski polk (ZSSR) - 134. havbični artilerijski polk (ZSSR) - 135. havbični artilerijski polk (ZSSR) - 136. havbični artilerijski polk (ZSSR) - 137. havbični artilerijski polk (ZSSR) - 138. havbični artilerijski polk (ZSSR) - 139. lahki artilerijski polk (ZSSR) - 140. havbični artilerijski polk (ZSSR) - 141. havbični artilerijski polk (ZSSR) - 142. havbični artilerijski polk (ZSSR) - 143. lahki artilerijski polk (ZSSR) - 144. havbični artilerijski polk (ZSSR) - 145. havbični artilerijski polk (ZSSR) - 146. lahki artilerijski polk (ZSSR) - 147. havbični artilerijski polk (ZSSR) - 148. habični artilerijski polk (ZSSR) - 149. havbični artilerijski polk (ZSSR) - 150. havbični artilerijski polk (ZSSR) - 151. polk korpusne artilerije (ZSSR) - 152. polk korpusne artilerije (ZSSR) - 153. lahki artilerijski polk (ZSSR) - 154. havbični artilerijski polk (ZSSR) - 155. havbični artilerijski polk (ZSSR) - 156. polk korpusne artilerije(ZSSR) - 157. lahki artilerijski polk (ZSSR) - 158. lahki artilerijski polk (ZSSR) - 159. lahki artilerijski polk (ZSSR) - 160. lahki artilerijski polk (ZSSR) - 161. lahki artilerijski polk (ZSSR) - 162. lahki artilerijski polk (ZSSR) - 163. lahki artilerijski polk (ZSSR) - 164. lahki artilerijski polk (ZSSR) - 165. havbični artilerijski polk (ZSSR) - 166. havbični artilerijski polk (ZSSR) - 167. lahki artilerijski polk (ZSSR) - 168. havbični artilerijski polk (ZSSR) - 169. protiletalski artilerijski polk (ZSSR) - 170. lahki artilerijski polk (ZSSR) - 171. havbični artilerijski polk (ZSSR) - 172. havbični artilerijski polk (ZSSR) - 173. havbični artilerijski polk (ZSSR) - 174. havbični artilerijski polk (ZSSR) - 175. artilerijski polk (ZSSR) - 178. protiletalski artilerijski polk (ZSSR) - 179. havbični artilerijski polk (ZSSR) - 180. protiletalski artilerijski polk (ZSSR) - 181. lahki artilerijski polk (ZSSR) - 182. havbični artilerijski polk (ZSSR) - 183. protiletalski artilerijski polk (ZSSR) - 184. lahki artilerijski polk (ZSSR) - 185. havbični artilerijski polk (ZSSR) - 186. protiletalski artilerijski polk (ZSSR) - 187. polk korpusne artilerije (ZSSR) - 188. protiletalski artilerijski polk (ZSSR) - 189. protiletalski artilerijski polk (ZSSR) - 190. protiletalski artilerijski polk (ZSSR) - 191. havbični artilerijski polk (ZSSR) - 192. protiletalski artilerijski polk (ZSSR) - 193. protiletalski artilerijski polk (ZSSR) - 194. protiletalski artilerijski polk (ZSSR) - 195. protiletalski artilerijski polk (ZSSR) - 196. artilerijski polk (ZSSR) - 197. lahki artilerijski polk (ZSSR) - 198. havbični artilerijski polk (ZSSR) - 199. havbični artilerijski polk (ZSSR) - 200. havbični artilerijski polk (ZSSR) - 202. havbični artilerijski polk (ZSSR) - 203. havbični artilerijski polk (ZSSR) - 204. havbični artilerijski polk (ZSSR) - 205. polk korpusne artilerije (ZSSR) - 206. lahki artilerijski polk (ZSSR) - 207. polk korpusne artilerije (ZSSR) - 208. havbični artilerijski polk (ZSSR) - 209. polk korpusne artilerije (ZSSR) - 210. havbični artilerijski polk (ZSSR) - 211. lahki artilerijski polk (ZSSR) - 212. havbični artilerijski polk (ZSSR) - 213. artilerijski polk (ZSSR) - 214. lahki artilerijski polk (ZSSR) - 215. lahki artilerijski polk (ZSSR) - 216. havbični artilerijski polk (ZSSR) - 217. havbični artilerijski polk (ZSSR) - 218. lahki artilerijski polk (ZSSR) - 219. havbični artilerijski polk (ZSSR) - 220. lahki artilerijski polk (ZSSR) - 221. lahki artilerijski polk (ZSSR) - 222. artilerijski polk (ZSSR) - 223. lahki artilerijski polk (ZSSR) - 224. lahki artilerijski polk (ZSSR) - 225. havbični artilerijski polk (ZSSR) - 226. havbični artilerijski polk (ZSSR) - 227. havbični artilerijski polk (ZSSR) - 228. havbični artilerijski polk (ZSSR) - 229. polk korpusne artilerije (ZSSR) - 230. lahki artilerijski polk (ZSSR) - 231. polk korpusne artilerije (ZSSR) - 232. havbični artilerijski polk (ZSSR) - 233. polk korpusne artilerije (ZSSR) - 234. lahki artilerijski polk (ZSSR) - 235. havbični artilerijski polk (ZSSR) - 236. polk korpusne artilerije (ZSSR) - 237. havbični artilerijski polk (ZSSR) - 238. havbični artilerijski polk (ZSSR) - 239. lahki artilerijski polk (ZSSR) - 240. havbični artilerijski polk (ZSSR) - 241. havbični artilerijski polk (ZSSR) - 242. havbični artilerijski polk (ZSSR) - 243. havbični artilerijski polk (ZSSR) - 244. lahki artilerijski polk (ZSSR) - 245. havbični artilerijski polk (ZSSR) - 246. havbični artilerijski polk (ZSSR) - 247. havbični artilerijski polk (ZSSR) - 248. lahki artilerijski polk (ZSSR) - 249. havbični artilerijski polk (ZSSR) - 250. protiletalski artilerijski polk (ZSSR) | - 251. protiletalski artilerijski polk (ZSSR) - 252. protiletalski artilerijski polk (ZSSR) - 253. havbični artilerijski polk (ZSSR) - 254. protiletalski artilerijski polk (ZSSR) - 255. havbični artilerijski polk (ZSSR) - 256. lahki artilerijski polk (ZSSR) - 257. havbični artilerijski polk (ZSSR) - 258. havbični artilerijski polk (ZSSR) - 259. havbični artilerijski polk (ZSSR) - 260. havbični artilerijski polk (ZSSR) - 261. lahki artilerijski polk (ZSSR) - 262. polk korpusne artilerije (ZSSR) - 263. havbični artilerijski polk (ZSSR) - 264. polk korpusne artilerije (ZSSR) - 265. polk korpusne artilerije (ZSSR) - 266. polk korpusne artilerije (ZSSR) - 267. artilerijski polk (ZSSR) - 268. polk korpusne artilerije (ZSSR) - 269. polk korpusne artilerije (ZSSR) - 270. polk korpusne artilerije (ZSSR) - 271. havbični artilerijski polk (ZSSR) - 272. polk korpusne artilerije (ZSSR) - 273. polk korpusne artilerije (ZSSR) - 274. polk korpusne artilerije (ZSSR) - 275. polk korpusne artilerije (ZSSR) - 276. havbični artilerijski polk (ZSSR) - 277. lahki artilerijski polk (ZSSR) - 278. lahki artilerijski polk (ZSSR) - 279. lahki artilerijski polk (ZSSR) - 280. lahki artilerijski polk (ZSSR) - 281. supertežki havbični artilerijski polk (ZSSR) - 282. polk korpusne artilerije (ZSSR) - 283. polk korpusne artilerije (ZSSR) - 284. lahki artilerijski polk (ZSSR) - 285. lahki artilerijski polk (ZSSR) - 286. lahki artilerijski polk (ZSSR) - 287. lahki artilerijski polk (ZSSR) - 288. protiletalski artilerijski polk (ZSSR) - 289 artilerijski polk (ZSSR) - 290. lahki artilerijski polk (ZSSR) - 291. lahki artilerijski polk (ZSSR) - 292. lahki artilerijski polk (ZSSR) - 293. topniški artilerijski polk (ZSSR) - 294. lahki artilerijski polk (ZSSR) - 295. lahki artilerijski polk (ZSSR) - 296. lahki artilerijski polk (ZSSR) - 297. lahki artilerijski polk (ZSSR) - 298. lahki artilerijski polk (ZSSR) - 299. lahki artilerijski polk (ZSSR) - 300. lahki artilerijski polk (ZSSR) - 301. havbični artilerijski polk (ZSSR) - 302. havbični artilerijski polk (ZSSR) - 303. artilerijski polk (ZSSR) - 304. artilerijski polk (ZSSR) - 305. havbični artilerijski polk (ZSSR) - 306. lahki artilerijski polk (ZSSR) - 307. lahki artilerijski polk (ZSSR) - 308. lahki artilerijski polk (ZSSR) - 309. lahki artilerijski polk (ZSSR) - 310. topniški artilerijski polk (ZSSR) - 311. havbični artilerijski polk (ZSSR) - 312. artilerijski polk (ZSSR) - 313. lahki artilerijski polk (ZSSR) - 314. lahki artilerijski polk (ZSSR) - 315. polk korpusne artilerije (ZSSR) - 316 artilerijski polk (ZSSR) - 317. protiletalski artilerijski polk (ZSSR) - 318. havbični artilerijski polk (ZSSR) - 319. artilerijski polk (ZSSR) - 320. havbični artilerijski polk (ZSSR) - 321. lahki artilerijski polk (ZSSR) - 322. lahki artilerijski polk (ZSSR) - 323. lahki artilerijski polk (ZSSR) - 324. havbični artilerijski polk (ZSSR) - 325. lahki artilerijski polk (ZSSR) - 326. lahki artilerijski polk (ZSSR) - 327. lahki artilerijski polk (ZSSR) - 328. lahki artilerijski polk (ZSSR) - 329. protiletalski artilerijski polk (ZSSR) - 330. havbični artilerijski polk (ZSSR) - 331. havbični artilerijski polk (ZSSR) - 332. lahki artilerijski polk (ZSSR) - 333. lahki artilerijski polk (ZSSR) - 334. lahki artilerijski polk (ZSSR) - 335. protiletalski artilerijski polk (ZSSR) - 336. polk korpusne artilerije (ZSSR) - 337. havbični artilerijski polk (ZSSR) - 338. lahki artilerijski polk (ZSSR) - 339. protiletalski artilerijski polk (ZSSR) - 340. lahki artilerijski polk (ZSSR) - 341. havbični artilerijski polk (ZSSR) - 342. havbični artilerijski polk (ZSSR) - 343. havbični artilerijski polk (ZSSR) - 344. havbični artilerijski polk (ZSSR) - 345. artilerijski polk (ZSSR) - 346. lahki artilerijski polk (ZSSR) - 347. lahki artilerijski polk (ZSSR) - 348. lahki artilerijski polk (ZSSR) - 349. lahki artilerijski polk (ZSSR) - 350. havbični artilerijski polk (ZSSR) - 351. protiletalski artilerijski polk (ZSSR) - 352. lahki artilerijski polk (ZSSR) - 353. lahki artilerijski polk (ZSSR) - 354. lahki artilerijski polk (ZSSR) - 355. lahki artilerijski polk (ZSSR) - 356. artilerijski polk (ZSSR) - 357. lahki artilerijski polk (ZSSR) - 358. lahki artilerijski polk (ZSSR) - 359. lahki artilerijski polk (ZSSR) - 360. havbični artilerijski polk (ZSSR) - 361. havbični artilerijski polk (ZSSR) - 362. havbični artilerijski polk (ZSSR) - 363. lahki artilerijski polk (ZSSR) - 364. polk korpusne artilerije (ZSSR) - 365. havbični artilerijski polk (ZSSR) - 366. havbični artilerijski polk (ZSSR) - 367. artilerijski polk (ZSSR) - 368. polk korpusne artilerije (ZSSR) - 369. havbični artilerijski polk (ZSSR) - 370. havbični artilerijski polk (ZSSR) - 371. havbični artilerijski polk (ZSSR) - 372. havbični artilerijski polk (ZSSR) - 373. lahki artilerijski polk (ZSSR) - 374. polk korpusne artilerije (ZSSR) - 375. havbični artilerijski polk (ZSSR) - 376. havbični artilerijski polk (ZSSR) - 377. polk korpusne artilerije (ZSSR) - 378. havbični artilerijski polk (ZSSR) - 379. lahki artilerijski polk (ZSSR) - 380. havbični artilerijski polk (ZSSR) - 381. artilerijski polk (ZSSR) - 382. havbični artilerijski polk (ZSSR) - 383. havbični artilerijski polk (ZSSR) - 384. lahki artilerijski polk (ZSSR) - 385. havbični artilerijski polk (ZSSR) - 386. artilerijski polk (ZSSR) - 387. havbični artilerijski polk (ZSSR) - 388. artilerijski polk (ZSSR) - 389. havbični artilerijski polk (ZSSR) - 390. havbični artilerijski polk (ZSSR) - 391. havbični artilerijski polk (ZSSR) - 392. polk korpusne artilerije (ZSSR) - 393. havbični artilerijski polk (ZSSR) - 394. polk korpusne artilerije (ZSSR) - 395. artilerijski polk (ZSSR) - 396. polk korpusne artilerije (ZSSR) - 397. artilerijski polk (ZSSR) - 398. havbični artilerijski polk (ZSSR) - 399. havbični artilerijski polk (ZSSR) - 400. lahki artilerijski polk (ZSSR) - 401. lahki artilerijski polk (ZSSR) - 402. havbični artilerijski polk (ZSSR) - 403. havbični artilerijski polk (ZSSR) - 404. havbični artilerijski polk (ZSSR) - 405. lahki artilerijski polk (ZSSR) - 406. lahki artilerijski polk (ZSSR) - 407. artilerijski polk (ZSSR) - 408. artilerijski polk (ZSSR) - 409. havbični artilerijski polk (ZSSR) - 410. havbični artilerijski polk (ZSSR) - 411. havbični artilerijski polk (ZSSR) - 412. havbični artilerijski polk (ZSSR) - 413. havbični artilerijski polk (ZSSR) - 414. lahki artilerijski polk (ZSSR) - 415. protiletalski artilerijski polk (ZSSR) - 416. havbični artilerijski polk (ZSSR) - 417. artilerijski polk (ZSSR) - 418. havbični artilerijski polk (ZSSR) - 419. havbični artilerijski polk (ZSSR) - 420. polk korpusne artilerije (ZSSR) - 422. havbični artilerijski polk (ZSSR) - 423. lahki artilerijski polk (ZSSR) - 424 artilerijski polk (ZSSR) - 425. lahki artilerijski polk (ZSSR) - 426. havbični artilerijski polk (ZSSR) - 427. lahki artilerijski polk (ZSSR) - 428. havbični artilerijski polk (ZSSR) - 429. havbični artilerijski polk (ZSSR) - 430. havbični artilerijski polk (ZSSR) - 431. lahki artilerijski polk (ZSSR) - 432. havbični artilerijski polk (ZSSR) - 433. havbični artilerijski polk (ZSSR) - 434. havbični artilerijski polk (ZSSR) - 435. polk korpusne artilerije (ZSSR) - 436. lahki artilerijski polk (ZSSR) - 437. polk korpusne artilerije (ZSSR) - 438. polk korpusne artilerije (ZSSR) - 439. havbični artilerijski polk (ZSSR) - 440. havbični artilerijski polk (ZSSR) - 441. polk korpusne artilerije (ZSSR) - 442. polk korpusne artilerije (ZSSR) - 443. protiletalski artilerijski polk (ZSSR) - 444. polk korpusne artilerije (ZSSR) - 445. polk korpusne artilerije (ZSSR) - 446. havbični artilerijski polk (ZSSR) - 447. polk korpusne artilerije (ZSSR) - 448. polk korpusne artilerije (ZSSR) - 449. havbični artilerijski polk (ZSSR) - 450. polk korpusne artilerije (ZSSR) - 451. lahki artilerijski polk (ZSSR) - 452. artilerijski polk (ZSSR) - 453. lahki artilerijski polk (ZSSR) - 454. protiletalski artilerijski polk (ZSSR) - 455. polk korpusne artilerije (ZSSR) - 456. polk korpusne artilerije (ZSSR) - 457. polk korpusne artilerije (ZSSR) - 458. polk korpusne artilerije (ZSSR) - 459. havbični artilerijski polk (ZSSR) - 460. polk korpusne artilerije (ZSSR) - 461. havbični artilerijski polk (ZSSR) - 462. polk korpusne artilerije (ZSSR) - 463. artilerijski polk (ZSSR) - 464. havbični artilerijski polk (ZSSR) - 465. havbični artilerijski polk (ZSSR) - 466. artilerijski polk (ZSSR) - 467. polk korpusne artilerije (ZSSR) - 468. polk korpusne artilerije (ZSSR) - 469. havbični artilerijski polk (ZSSR) - 470. artilerijski polk (ZSSR) - 471. polk korpusne artilerije (ZSSR) - 472. lahki artilerijski polk (ZSSR) - 473. havbični artilerijski polk (ZSSR) - 474. protiletalski artilerijski polk (ZSSR) - 475. lahki artilerijski polk (ZSSR) - 476. havbični artilerijski polk (ZSSR) - 477. havbični artilerijski polk (ZSSR) - 478. havbični artilerijski polk (ZSSR) - 479. protiletalski artilerijski polk (ZSSR) - 480. havbični artilerijski polk (ZSSR) - 481. havbični artilerijski polk (ZSSR) - 482. artilerijski polk (ZSSR) - 483. artilerijski polk (ZSSR) - 484. lahki artilerijski polk (ZSSR) - 485. protiletalski artilerijski polk (ZSSR) - 486. havbični artilerijski polk (ZSSR) - 487. havbični artilerijski polk (ZSSR) - 488. polk korpusne artilerije (ZSSR) - 489. havbični artilerijski polk (ZSSR) - 490. havbični artilerijski polk (ZSSR) - 491. havbični artilerijski polk (ZSSR) - 492. havbični artilerijski polk (ZSSR) - 493. havbični artilerijski polk (ZSSR) - 494. lahki artilerijski polk (ZSSR) - 495. havbični artilerijski polk (ZSSR) - 496. havbični artilerijski polk (ZSSR) - 496. havbični artilerijski polk (ZSSR) - 497. havbični artilerijski polk (ZSSR) - 498. havbični artilerijski polk (ZSSR) - 499 artilerijski polk (ZSSR) | - 500. lahki artilerijski polk (ZSSR) - 501. havbični artilerijski polk (ZSSR) - 502. havbični artilerijski polk (ZSSR) - 503. havbični artilerijski polk (ZSSR) - 504. havbični artilerijski polk (ZSSR) - 505. havbični artilerijski polk (ZSSR) - 506. havbični artilerijski polk (ZSSR) - 507. polk korpusne artilerije (ZSSR) - 508. havbični artilerijski polk (ZSSR) - 509. protiletalski artilerijski polk (ZSSR) - 510. havbični artilerijski polk (ZSSR) - 511. havbični artilerijski polk (ZSSR) - 512. havbični artilerijski polk (ZSSR) - 513. protiletalski artilerijski polk (ZSSR) - 514. artilerijski polk (ZSSR) - 515. havbični artilerijski polk (ZSSR) - 516. havbični artilerijski polk (ZSSR) - 517. havbični artilerijski polk (ZSSR) - 518. protiletalski artilerijski polk (ZSSR) - 519. havbični artilerijski polk (ZSSR) - 520. artilerijski polk (ZSSR) - 521. artilerijski polk (ZSSR) - 522. havbični artilerijski polk (ZSSR) - 523. artilerijski polk (ZSSR) - 524. topniški artilerijski polk (ZSSR) - 525. havbični artilerijski polk (ZSSR) - 526. havbični artilerijski polk (ZSSR) - 527. havbični artilerijski polk (ZSSR) - 528. artilerijski polk (ZSSR) - 529. havbični artilerijski polk (ZSSR) - 530. artilerijski polk (ZSSR) - 531. lahki artilerijski polk (ZSSR) - 532. havbični artilerijski polk (ZSSR) - 533. protiletalski artilerijski polk (ZSSR) - 534. havbični artilerijski polk (ZSSR) - 535. havbični artilerijski polk (ZSSR) - 536. havbični artilerijski polk (ZSSR) - 537. havbični artilerijski polk (ZSSR) - 538. havbični artilerijski polk (ZSSR) - 539. havbični artilerijski polk (ZSSR) - 540. artilerijski polk (ZSSR) - 541. havbični artilerijski polk (ZSSR) - 542. havbični artilerijski polk (ZSSR) - 543. polk korpusne artilerije (ZSSR) - 544. havbični artilerijski polk (ZSSR) - 545. polk korpusne artilerije (ZSSR) - 546. polk korpusne artilerije (ZSSR) - 547. havbični artilerijski polk (ZSSR) - 548. polk korpusne artilerije (ZSSR) - 549. havbični artilerijski polk (ZSSR) - 550. havbični artilerijski polk (ZSSR) - 551. artilerijski polk (ZSSR) - 552. topniški artilerijski polk (ZSSR) - 553. lahki artilerijski polk (ZSSR) - 554. topniški artilerijski polk (ZSSR) - 555. havbični artilerijski polk (ZSSR) - 556. havbični artilerijski polk (ZSSR) - 557. artilerijski polk (ZSSR) - 558. artilerijski polk (ZSSR) - 559. artilerijski polk (ZSSR) - 560. havbični artilerijski polk (ZSSR) - 561. havbični artilerijski polk (ZSSR) - 562. havbični artilerijski polk (ZSSR) - 563. havbučni artilerijski polk (ZSSR) - 564. artilerijski polk (ZSSR) - 565. lahki artilerijski polk (ZSSR) - 566. artilerijski polk (ZSSR) - 567. lahki artilerijski polk (ZSSR) - 568. havbični artilerijski polk (ZSSR) - 569. artilerijski polk (ZSSR) - 570. artilerijski polk (ZSSR) - 571. lahki artilerijski polk (ZSSR) - 572. havbični artilerijski polk (ZSSR) - 573. topniški artilerijski polk (ZSSR) - 574. havbični artilerijski polk (ZSSR) - 575. lahki artilerijski polk (ZSSR) - 576. lahki artilerijski polk (ZSSR) - 577. havbični artilerijski polk (ZSSR) - 578. havbični artilerijski polk (ZSSR) - 579. havbični artilerijski polk (ZSSR) - 580. havbični artilerijski polk (ZSSR) - 581. havbični artilerijski polk (ZSSR) - 582. artilerijski polk (ZSSR) - 583. artilerijski polk (ZSSR) - 584. artilerijski polk (ZSSR) - 585. havbični artilerijski polk (ZSSR) - 586. havbični artilerijski polk (ZSSR) - 587. polk korpusne artilerije (ZSSR) - 588. artilerijski polk (ZSSR) - 589. havbični artilerijski polk (ZSSR) - 590. havbični artilerijski polk (ZSSR) - 591. artilerijski polk (ZSSR) - 592. topniški artilerijski polk (ZSSR) - 593. havbični artilerijski polk (ZSSR) - 595. topniški artilerijski polk (ZSSR) - 596. polk korpusne artilerije (ZSSR) - 597. lahki artilerijski polk (ZSSR) - 598. lahki artilerijski polk (ZSSR) - 599. artilerijski polk (ZSSR) - 600 artilerijski polk (ZSSR) - 601. havbični artilerijski polk (ZSSR) - 602. artilerijski polk (ZSSR) - 603. artilerijski polk (ZSSR) - 604. lahki artilerijski polk (ZSSR) - 605. lahki artilerijski polk (ZSSR) - 606. lahki artilerijski polk (ZSSR) - 607. havbični artilerijski polk (ZSSR) - 608. lahki artilerijski polk (ZSSR) - 609. havbični artilerijski polk (ZSSR) - 610. artilerijski polk (ZSSR) - 611. topniški artilerijski polk (ZSSR) - 612. topniški artilerijski polk (ZSSR) - 613. polk korpusne artilerije (ZSSR) - 614. polk korpusne artilerije (ZSSR) - 615. polk korpusne artilerije (ZSSR) - 616. lahki artilerijski polk (ZSSR) - 617. havbični artilerijski polk (ZSSR) - 618. lahki artilerijski polk (ZSSR) - 619. havbični artilerijski polk (ZSSR) - 620. havbični artilerijski polk (ZSSR) - 621. havbični artilerijski polk (ZSSR) - 622. havbični artilerijski polk (ZSSR) - 623. lahki artilerijski polk (ZSSR) - 624. havbični artilerijski polk (ZSSR) - 625. lahki artilerijski polk (ZSSR) - 626. havbični artilerijski polk (ZSSR) - 627. lahki artilerijski polk (ZSSR) - 628. lahki artilerijski polk (ZSSR) - 629. havbični artilerijski polk (ZSSR) - 630. havbični artilerijski polk (ZSSR) - 631. havbični artilerijski polk (ZSSR) - 632. havbični artilerijski polk (ZSSR) - 633. havbični artilerijski polk (ZSSR) - 634. havbični artilerijski polk (ZSSR) - 635. lahki artilerijski polk (ZSSR) - 636. topniški artilerijski polk (ZSSR) - 637. havbični artilerijski polk (ZSSR) - 638. protiletalski artilerijski polk (ZSSR) - 639. lahki artilerijski polk (ZSSR) - 640. havbični artilerijski polk (ZSSR) - 641. artilerijski polk (ZSSR) - 642. artilerijski polk (ZSSR) - 643. polk korpusne artilerije (ZSSR) - 644. polk korpusne artilerije (ZSSR) - 645. polk korpusne artilerije (ZSSR) - 646. polk korpusne artilerije (ZSSR) - 647. polk korpusne artilerije (ZSSR) - 648. polk korpusne artilerije (ZSSR) - 649. polk korpusne artilerije (ZSSR) - 650. lahki artilerijski polk (ZSSR) - 651. protioklepni artilerijski polk (ZSSR) - 652. havbični artilerijski polk (ZSSR) - 653. havbični artilerijski polk (ZSSR) - 654. protioklepni artilerijski polk (ZSSR) - 655. artilerijski polk (ZSSR) - 656. artilerijski polk (ZSSR) - 657. artilerijski polk (ZSSR) - 658. artilerijski polk (ZSSR) - 659. artilerijski polk (ZSSR) - 660. artilerijski polk (ZSSR) - 661. lahki artilerijski polk (ZSSR) - 662. artilerijski polk (ZSSR) - 663. artilerijski polk (ZSSR) - 664. lahki artilerijski polk (ZSSR) - 665. topniški artilerijski polk (ZSSR) - 666. lahki artilerijski polk (ZSSR) - 667. artilerijski polk (ZSSR) - 668. lahki artilerijski polk (ZSSR) - 669. lahki artilerijski polk (ZSSR) - 670. protioklepni artilerijski polk (ZSSR) - 671. artilerijski polk (ZSSR) - 672. artilerijski polk (ZSSR) - 673. artilerijski polk (ZSSR) - 674. protioklepni artilerijski polk (ZSSR) - 675. artilerijski polk (ZSSR) - 676. lahki artilerijski polk (ZSSR) - 677. lahki artilerijski polk (ZSSR) - 678. lahki artilerijski polk (ZSSR) - 679. protioklepni artilerijski polk (ZSSR) - 680. protioklepni artilerijski polk (ZSSR) - 681. protioklepni artilerijski polk (ZSSR) - 682. havbični artilerijski polk (ZSSR) - 683. lahki artilerijski polk (ZSSR) - 684. lahki artilerijski polk (ZSSR) - 685. polk korpusne artilerije (ZSSR) - 686. artilerijski polk (ZSSR) - 687. havbični artilerijski polk (ZSSR) - 688. havbični artilerijski polk (ZSSR) - 689. artilerijski polk (ZSSR) - 690. artilerijski polk (ZSSR) - 691. lahki artilerijski polk (ZSSR) - 692. artilerijski polk (ZSSR) - 693. lahki artilerijski polk (ZSSR) - 694. artilerijski polk (ZSSR) - 695. havbični artilerijski polk (ZSSR) - 696. protioklepni artilerijski polk (ZSSR) - 697. protioklepni artilerijski polk (ZSSR) - 698. protioklepni artilerijski polk (ZSSR) - 699. protioklepni artilerijski polk (ZSSR) - 700. protioklepni artilerijski polk (ZSSR) - 701. artilerijski polk (ZSSR) - 702. artilerijski polk (ZSSR) - 703. artilerijski polk (ZSSR) - 704. havbični artilerijski polk (ZSSR) - 705. artilerijski polk (ZSSR) - 706. lahki artilerijski polk (ZSSR) - 707. havbični artilerijski polk (ZSSR) - 708. havbični artilerijski polk (ZSSR) - 709. havbični artilerijski polk (ZSSR) - 710. havbični artilerijski polk (ZSSR) - 711. havbični artilerijski polk (ZSSR) - 712. protioklepni artilerijski polk (ZSSR) - 713. prtoioklepni artilerijski polk (ZSSR) - 714. havbični artilerijski polk (ZSSR) - 715. havbični artilerijski polk (ZSSR) - 716. havbični artilerijski polk (ZSSR) - 717. havbični artilerijski polk (ZSSR) - 718. havbični artilerijski polk (ZSSR) - 719. protioklepni artilerijski polk (ZSSR) - 720. protioklepni artilerijski polk (ZSSR) - 721. havbični artilerijski polk (ZSSR) - 722. havbični artilerijski polk (ZSSR) - 723. havbični artilerijski polk (ZSSR) - 724. protioklepni artilerijski polk (ZSSR) - 725. lahki artilerijski polk (ZSSR) - 726. havbični artilerijski polk (ZSSR) - 727. protioklepni artilerijski polk (ZSSR) - 728. havbični artilerijski polk (ZSSR) - 729. havbični artilerijski polk (ZSSR) - 730. havbični artilerijski polk (ZSSR) - 731. protioklepni artilerijski polk (ZSSR) - 732. protiletalski artilerijski polk (ZSSR) - 733. protiletalski artilerijski polk (ZSSR) - 734. protiletalski artilerijski polk (ZSSR) - 736. protiletalski artilerijski polk (ZSSR) - 737. protiletalski artilerijski polk (ZSSR) - 738. protioklepni artilerijski polk (ZSSR) - 739. havbični artilerijski polk (ZSSR) - 740. havbični artilerijski polk (ZSSR) - 741. protioklepni artilerijski polk (ZSSR) - 743. protioklepni artilerijski polk (ZSSR) - 745. protioklepni artilerijski polk (ZSSR) - 747. protioklepni artilerijski polk (ZSSR) - 748. protioklepni artilerijski polk (ZSSR) - 751. protioklepni artilerijski polk (ZSSR) |

## Letalski polki

### Lovski letalski polki (IAP)
- 4. lovski letalski polk (ZSSR)
- 5. lovski letalski polk (ZSSR)
- 6. lovski letalski polk (ZSSR)
- 7. lovski letalski polk (ZSSR)
- 10. lovski letalski polk (ZSSR)
- 11. lovski letalski polk (ZSSR)
- 13. lovski letalski polk (ZSSR)
- 15. lovski letalski polk (ZSSR)
- 16. lovski letalski polk (ZSSR)
- 17. lovski letalski polk (ZSSR)
- 19. lovski letalski polk (ZSSR)
- 20. lovski letalski polk (ZSSR)
- 21. lovski letalski polk (ZSSR)
- 22. lovski letalski polk (ZSSR)
- 25. lovski letalski polk (ZSSR)
- 26. lovski letalski polk (ZSSR)
- 27. lovski letalski polk (ZSSR)
- 28. lovski letalski polk (ZSSR)
- 29. lovski letalski polk (ZSSR)
- 31. lovski letalski polk (ZSSR)
- 32. lovski letalski polk (ZSSR)
- 35. lovski letalski polk (ZSSR)
- 38. lovski letalski polk (ZSSR)
- 40. lovski letalski polk (ZSSR)
- 42. lovski letalski polk (ZSSR)
- 43. lovski letalski polk (ZSSR)
- 45. lovski letalski polk (ZSSR)
- 46. lovski letalski polk (ZSSR)
- 49. lovski letalski polk (ZSSR)
- 55. lovski letalski polk (ZSSR)
- 56. lovski letalski polk (ZSSR)
- 66. lovski letalski polk (ZSSR)
- 69. lovski letalski polk (ZSSR)
- 70. lovski letalski polk (ZSSR)
- 84. lovski letalski polk (ZSSR)
- 88. lovski letalski polk (ZSSR)
- 92. lovski letalski polk (ZSSR)
- 99. lovski letalski polk (ZSSR)
- 108. lovski letalski polk (ZSSR)
- 116. lovski letalski polk (ZSSR)
- 123. lovski letalski polk (ZSSR)
- 126. lovski letalski polk (ZSSR)
- 127. lovski letalski polk (ZSSR)
- 129. lovski letalski polk (ZSSR)
- 131. lovski letalski polk (ZSSR)
- 133. lovski letalski polk (ZSSR)
- 145. lovski letalski polk (ZSSR)
- 147. lovski letalski polk (ZSSR)
- 149. lovski letalski polk (ZSSR)
- 153. lovski letalski polk (ZSSR)
- 154. lovski letalski polk (ZSSR)
- 155. lovski letalski polk (ZSSR)
- 156. lovski letalski polk (ZSSR)
- 157. lovski letalski polk (ZSSR)
- 158. lovski letalski polk (ZSSR)
- 159. lovski letalski polk (ZSSR)
- 161. lovski letalski polk (ZSSR)
- 162. lovski letalski polk (ZSSR)
- 163. lovski letalski polk (ZSSR)
- 164. lovski letalski polk (ZSSR)
- 165. lovski letalski polk (ZSSR)
- 168. lovski letalski polk (ZSSR)
- 169. lovski letalski polk (ZSSR)
- 176. lovski letalski polk (ZSSR)
- 177. lovski letalski polk (ZSSR)
- 178. lovski letalski polk (ZSSR)
- 179. lovski letalski polk (ZSSR)
- 180. lovski letalski polk (ZSSR)
- 182. lovski letalski polk (ZSSR)
- 183. lovski letalski polk (ZSSR)
- 191. lovski letalski polk (ZSSR)
- 193. lovski letalski polk (ZSSR)
- 195. lovski letalski polk (ZSSR)
- 196. lovski letalski polk (ZSSR)
- 224. lovski letalski polk (ZSSR)
- 236. lovski letalski polk (ZSSR)
- 237. lovski letalski polk (ZSSR)
- 240. lovski letalski polk (ZSSR)
- 245. lovski letalski polk (ZSSR)
- 246. lovski letalski polk (ZSSR)
- 247. lovski letalski polk (ZSSR)
- 248. lovski letalski polk (ZSSR)
- 249. lovski letalski polk (ZSSR)
- 254. lovski letalski polk (ZSSR)
- 256. lovski letalski polk (ZSSR)
- 263. lovski letalski polk (ZSSR)
- 269. lovski letalski polk (ZSSR)
- 270. lovski letalski polk (ZSSR)
- 271. lovski letalski polk (ZSSR)
- 272. lovski letalski polk (ZSSR)
- 273. lovski letalski polk (ZSSR)
- 282. lovski letalski polk (ZSSR)
- 283. lovski letalski polk (ZSSR)
- 296. lovski letalski polk (ZSSR)
- 297. lovski letalski polk (ZSSR)
- 298. lovski letalski polk (ZSSR)
- 300. lovski letalski polk (ZSSR)
- 303. lovski letalski polk (ZSSR)
- 307. lovski letalski polk (ZSSR)
- 309. lovski letalski polk (ZSSR)
- 324. lovski letalski polk (ZSSR)
- 347. lovski letalski polk (ZSSR)
- 348. lovski letalski polk (ZSSR)
- 351. lovski letalski polk (ZSSR)
- 401. lovski letalski polk (ZSSR)
- 402. lovski letalski polk (ZSSR)
- 415. lovski letalski polk (ZSSR)
- 423. lovski letalski polk (ZSSR)
- 427. lovski letalski polk (ZSSR)
- 431. lovski letalski polk (ZSSR)
- 434. lovski letalski polk (ZSSR)
- 436. lovski letalski polk (ZSSR)
- 437. lovski letalski polk (ZSSR)
- 438. lovski letalski polk (ZSSR)
- 445. lovski letalski polk (ZSSR)
- 481. lovski letalski polk (ZSSR)
- 482. lovski letalski polk (ZSSR)
- 485. lovski letalski polk (ZSSR)
- 487. lovski letalski polk (ZSSR)
- 494. lovski letalski polk (ZSSR)
- 508. lovski letalski polk (ZSSR)
- 512. lovski letalski polk (ZSSR)
- 516. lovski letalski polk (ZSSR)
- 518. lovski letalski polk (ZSSR)
- 521. lovski letalski polk (ZSSR)
- 523. lovski letalski polk (ZSSR)
- 535. lovski letalski polk (ZSSR)
- 573. lovski letalski polk (ZSSR)
- 591. lovski letalski polk (ZSSR)
- 609. lovski letalski polk (ZSSR)
- 629. lovski letalski polk (ZSSR)
- 653. lovski letalski polk (ZSSR)
- 726. lovski letalski polk (ZSSR)
- 728. lovski letalski polk (ZSSR)
- 736. lovski letalski polk (ZSSR)
- 737. lovski letalski polk (ZSSR)
- 744. lovski letalski polk (ZSSR)
- 760. lovski letalski polk (ZSSR)
- 761. lovski letalski polk (ZSSR)
- 774. lovski letalski polk (ZSSR)
- 788. lovski letalski polk (ZSSR)
- 805. lovski letalski polk (ZSSR)
- 812. lovski letalski polk (ZSSR)
- 813. lovski letalski polk (ZSSR)
- 821. lovski letalski polk (ZSSR)
- 832. lovski letalski polk (ZSSR)
- 866. lovski letalski polk (ZSSR)
- 875. lovski letalski polk (ZSSR)
- 878. lovski letalski polk (ZSSR)
- 900. lovski letalski polk (ZSSR)
- 907. lovski letalski polk (ZSSR)
- 910. lovski letalski polk (ZSSR)
- 913. lovski letalski polk (ZSSR)
- 927. lovski letalski polk (ZSSR)
- 929. lovski letalski polk (ZSSR)
- 937. lovski letalski polk (ZSSR)
- 943. lovski letalski polk (ZSSR)
- 960. lovski letalski polk (ZSSR)
- 961. lovski letalski polk (ZSSR)

### Gardni lovski letalski polki (GuIAP)
- 2. gardni lovski letalski polk (ZSSR)
- 5. gardni lovski letalski polk (ZSSR)
- 9. gardni lovski letalski polk (ZSSR)
- 16. gardni lovski letalski polk (ZSSR)
- 18. gardni lovski letalski polk (ZSSR)
- 19. gardni lovski letalski polk (ZSSR)
- 20. gardni lovski letalski polk (ZSSR)
- 21. gardni lovski letalski polk (ZSSR)
- 28. gardni lovski letalski polk (ZSSR)
- 29. gardni lovski letalski polk (ZSSR)
- 32. gardni lovski letalski polk (ZSSR)
- 40. gardni lovski letalski polk (ZSSR)
- 41. gardni lovski letalski polk (ZSSR)
- 54. gardni lovski letalski polk (ZSSR)
- 65. gardni lovski letalski polk (ZSSR)
- 66. gardni lovski letalski polk (ZSSR)
- 100. gardni lovski letalski polk (ZSSR)
- 104. gardni lovski letalski polk (ZSSR)
- 112. gardni lovski letalski polk (ZSSR)
- 115. gardni lovski letalski polk (ZSSR)
- 129. gardni lovski letalski polk (ZSSR)
- 147. gardni lovski letalski polk (ZSSR)
- 148. gardni lovski letalski polk (ZSSR)
- 149. gardni lovski letalski polk (ZSSR)
- 150. gardni lovski letalski polk (ZSSR)
- 151. gardni lovski letalski polk (ZSSR)
- 152. gardni lovski letalski polk (ZSSR)
- 163. gardni lovski letalski polk (ZSSR)
- 176. gardni lovski letalski polk (ZSSR)

### Lovski letalski polki zračne obrambe (IAP-PVO)
- 102. lovski letalski polk zračne obrambe (ZSSR)
- 126. lovski letalski polk zračne obrambe (ZSSR)
- 182. lovski letalski polk zračne obrambe (ZSSR)
- 403. lovski letalski polk zračne obrambe (ZSSR)

### Lovski letalski polki Baltiške flote (IAP-KBF)
- 5. lovski letalski polk Baltiške flote (ZSSR)
- 13. lovski letalski polk Baltiške flote (ZSSR)

### Gardni lovski letalski polki Baltiške flote (GuIAP-KBF)
- 1. gardni lovski letalski polk Baltiške flote (ZSSR)
- 3. gardni lovski letalski polk Baltiške flote (ZSSR)
- 4. gardni lovski letalski polk Baltiške flote (ZSSR)

### Jurišni letalski polki (ŠAP)
- 144. jurišni letalski polk (ZSSR)